# François Van Campenhout
François Van Campenhout (Brussel·les, Ducat de Brabant, 5 de febrer de 1779 - idm. 24 d'abril de 1848), fou un cantant d'òpera, violinista, director d'orquestra i compositor, que feu gires constantment arreu dels Països Baixos, França i Bèlgica; el 187 abandonà el cant per a dedicar-se a la composició. Va escrivir disset òperes, entre elles:
- Grotius ou le Cháteau de Loewenstein (Amsterdam, 1808);
- Passe-Partotu;
- Les quatre journées;
- Gilette de Narbone;
- L'heureux mensonge;
- Thérèse ou le femme de pêcheur de Sorrento;
- Le Réprouvé;
- La tempête, etc.

A més, se li deuen la músicade Choeurs d'Athalie, escrits per acompanyar les representacions de Talma; la partitura del ball Diane et Endymion, diverses Misses, Avemaries, Salms, Simfonies, 10 Cantates per a orquestra, etc. El setembre de 1830, en esclatar la revolució, va compondre la música de l'himne nacional belga, La Brabançonne.